# アントニー・ジェラン
アントニー・ジェラン（Anthony Geslin、1980年6月9日 - ）は、フランス・アランソン出身の自転車競技（ロードレース）選手。

## 経歴
2000年、ボンジュール（後のブイグテレコム）とトレーニー（育成選手）契約を結ぶ。
2002年、ボンジュールとプロ契約。
2003年
- ツール・ド・フランス初出場、総合113位。

2005年
- ブエルタ・ア・エスパーニャ初出場、第17ステージ終了後棄権。
- 世界選手権・個人ロードレース（マドリー）3位。

2006年
- パリ〜カマンベール総合優勝。

2008年
- ツール・デュ・ドゥー優勝。

2009年、ブイグテレコムの解散に伴い、フランセーズ・デ・ジュー（現 FDJ）に移籍。
- ブラバントス・パイル優勝。

2011年
- ブラバントス・パイル 3位